# Parafia Wszystkich Świętych w Housatonic
Parafia Wszystkich Świętych w Housatonic (ang. All Saints Parish) – parafia rzymskokatolicka  położona w Housatonic, Massachusetts, Stany Zjednoczone.
Była jedną z wielu etnicznych, polonijnych parafii rzymskokatolickich w Nowej Anglii.
Parafia została dedykowana Wszystkim Świętym.
Ustanowiona w 1913 roku. 
W 2009 roku zamknięto i połączono parafię Wszystkich Świętych i parafię Bożego Ciała (ang. Corpus Christi) w jedną.